# Уся слава
«Уся слава» (швед. Hela härligheten) — комедійна драма 1998 року у якій знімались Томас фон Бремссен, Мікаел Персбрандт, Анна Волландер.

## Сюжет
Торстен Олссон — сорокарічний незайманий, який працює вчителем. Він закоханий у касирку Вівіан з місцевої крамниці, сина якої він навчає. Вівіан виховує сина сама. Вона зустрічається з Гленном, чоловіком колеги Беріт. Беріт піклується про свою стару маму-інваліда. Вона починає підозрювати свого чоловіка в зраді. Романтичний, але сором'язливий Торстен надіслав Вівіан анонімні любовні листи. Торстен збирається поговорити з нею про Моргана в школі ввечері, але справи йдуть не так. Жінку зґвалтовують, а підозра падає на вчителя, який напився та ходив вулицями, викрикуючи Вівіан.

## У ролях
| Актор              | Роль           |
| ------------------ | -------------- |
| Томас фон Бремссен | Торстен Олссон |
| Мікаел Персбрандт  | Гленн          |
| Анна Волландер     | Вівіан         |
| Іа Лангхаммер      | Беріт          |
| Матар Самба        | Морган         |
| Мартін Вальстрьом  | Йорген         |

## Створення фільму

### Виробництво
Фільм знімали в Тролльгеттані, Швеція.

### Знімальна група
- Кінорежисер — Лейф Магнуссон
- Сценарист — Гокан Лінде
- Кінопродюсер — Ларс Йонссон
- Кінооператор — Ян Вільсон
- Композитор — Конні Малмквіст, Ганс Окергельм
- Кіномонтаж — Єспер В. Нільсен
- Художник-постановник — Бенте Лукке Меллер
- Художник-костюмер — Кайса Геде
- Підбір акторів — Імор Германн, Олле Вестголм[2]

## Сприйняття

### Критика
Рейтинг фільму на сайті Internet Movie Database — 4,3/10 (245 голосів).

### Номінації та нагороди
| Нагороди та номінації фільму «Уся слава» | Нагороди та номінації фільму «Уся слава» | Нагороди та номінації фільму «Уся слава» | Нагороди та номінації фільму «Уся слава» | Нагороди та номінації фільму «Уся слава» | Нагороди та номінації фільму «Уся слава» |
| Рік                                      | Кінофестиваль/кінопремія                 | Категорія/нагорода                       | Номінант                                 | Результат                                |                                          |
| ---------------------------------------- | ---------------------------------------- | ---------------------------------------- | ---------------------------------------- | ---------------------------------------- | ---------------------------------------- |
| 1999                                     | «Золотий жук»                            | Найкраща акторка другого плану           | Іа Лангхаммер                            | Перемога                                 |                                          |
| 1999                                     | «Золотий жук»                            | Найкраща жіноча роль                     | Анна Волландер                           | Номінація                                |                                          |
| 1999                                     | «Золотий жук»                            | Найкраща операторська робота             | Ян Вільсон                               | Номінація                                |                                          |